# Linie 1 (Metro Sankt Petersburg)
| Verlauf im Stadtplan |                          |                             |                             |
| Streckenlänge: | 29,65 km                 |                             |                             |
| Spurweite: | 1524 mm (Russische Spur) |                             |                             |
| |                          |                             |                             |
| Eröffnung: | 15. November 1955        |                             |                             |
| Anzahl Stationen: | 19                       |                             |                             |
| Fahrtdauer gesamt: | 42 Minuten               |                             |                             |
| \| \| \| Depot 4 Sewernoje \| \| \| \| \| Dewjatkino \| \| \| \| \| Graschdanski Prospekt \| \| \| \| \| Akademitscheskaja \| \| \| \| \| Politechnitscheskaja \| \| \| \| \| Ploschtschad Muschestwa \| \| \| \| \| Lesnaja \| \| \| \| \| Wyborgskaja \| \| \| \| \| Ploschtschad Lenina \| \| \| \| \| Newa \| \| \| \| \| Tschernyschewskaja \| \| \| \| \| Ploschtschad Wosstanija \| \| \| \| \| Wladimirskaja \| \| \| \| \| Puschkinskaja \| \| \| \| \| Technologitscheski Institut \| \| \| \| \| Baltijskaja \| \| \| \| \| Narwskaja \| \| \| \| \| Kirowski Sawod \| \| \| \| \| Awtowo \| \| \| \| \| \| \| \| \| \| Depot 1 Awtowo \| \| \| \| \| Depot 2 Datschnoje \| \| \| \| \| Datschnoje \| \| \| \| \| Leninski Prospekt \| \| \| \| \| Prospekt Weteranow \| \| |                          |                             |                             |
| U-Bahn-Betriebsstelle Streckenanfang (im Tunnel) |                          | Depot 4 Sewernoje           | Depot 4 Sewernoje           |
| U-Bahn-Bahnhof (im Tunnel) |                          | Dewjatkino                  | Dewjatkino                  |
| U-Bahn-Haltepunkt / Haltestelle (im Tunnel) |                          | Graschdanski Prospekt       | Graschdanski Prospekt       |
| U-Bahn-Haltepunkt / Haltestelle (im Tunnel) |                          | Akademitscheskaja           | Akademitscheskaja           |
| U-Bahn-Haltepunkt / Haltestelle (im Tunnel) |                          | Politechnitscheskaja        | Politechnitscheskaja        |
| U-Bahn-Haltepunkt / Haltestelle (im Tunnel) |                          | Ploschtschad Muschestwa     | Ploschtschad Muschestwa     |
| U-Bahn-Haltepunkt / Haltestelle (im Tunnel) |                          | Lesnaja                     | Lesnaja                     |
| U-Bahn-Haltepunkt / Haltestelle (im Tunnel) |                          | Wyborgskaja                 | Wyborgskaja                 |
| U-Bahn-Bahnhof (im Tunnel) |                          | Ploschtschad Lenina         | Ploschtschad Lenina         |
| |                          | Newa                        |                             |
| U-Bahn-Haltepunkt / Haltestelle (im Tunnel) |                          | Tschernyschewskaja          | Tschernyschewskaja          |
| U-Bahn-Bahnhof (im Tunnel) |                          | Ploschtschad Wosstanija     | Ploschtschad Wosstanija     |
| U-Bahn-Bahnhof (im Tunnel) |                          | Wladimirskaja               | Wladimirskaja               |
| U-Bahn-Bahnhof (im Tunnel) |                          | Puschkinskaja               | Puschkinskaja               |
| U-Bahn-Bahnhof (im Tunnel) |                          | Technologitscheski Institut | Technologitscheski Institut |
| U-Bahn-Bahnhof (im Tunnel) |                          | Baltijskaja                 | Baltijskaja                 |
| U-Bahn-Haltepunkt / Haltestelle (im Tunnel) |                          | Narwskaja                   | Narwskaja                   |
| U-Bahn-Haltepunkt / Haltestelle (im Tunnel) |                          | Kirowski Sawod              | Kirowski Sawod              |
| U-Bahn-Haltepunkt / Haltestelle (im Tunnel) |                          | Awtowo                      | Awtowo                      |
| U-Bahn-Abzweig geradeaus und nach links (im Tunnel) · U-Bahn-Strecke von rechts |                          |                             |                             |
| U-Bahn-Strecke (im Tunnel) · U-Bahn-Blockstelle |                          | Depot 1 Awtowo              | Depot 1 Awtowo              |
| U-Bahn-Strecke (im Tunnel) · U-Bahn-Betriebsstelle Strecke ab hier außer Betrieb |                          | Depot 2 Datschnoje          | Depot 2 Datschnoje          |
| U-Bahn-Strecke (im Tunnel) · U-Bahn-Haltepunkt / Haltestelle Streckenende (Strecke außer Betrieb) |                          | Datschnoje                  | Datschnoje                  |
| U-Bahn-Haltepunkt / Haltestelle (im Tunnel) |                          | Leninski Prospekt           | Leninski Prospekt           |
| U-Bahn-Haltepunkt / Haltestelle Streckenende (im Tunnel) |                          | Prospekt Weteranow          | Prospekt Weteranow          |

Die Linie 1 oder Kirowsko-Wyborgskaja-Linie (russisch Кировско-Выборгская линия) ist die älteste Linie der Metro Sankt Petersburg. Sie wurde am 15. November 1955 mit der Inbetriebnahme des ersten Bauabschnitts der U-Bahn der damals Leningrad genannten Millionenstadt eröffnet. Inzwischen hat sie 19 Bahnhöfe bei knapp 30 Kilometer Streckenlänge.
Die Linie, die auf allen Metroplänen rot eingezeichnet ist und bei Stationsansagen stets nur „Linie 1“ (russ. первая линия) genannt wird, verbindet die Innenstadt Sankt Petersburgs mit nordöstlichen und südwestlichen Außenbezirken der Stadt. Darüber hinaus verbindet sie vier von fünf Hauptbahnhöfen Petersburgs miteinander. Die reguläre Fahrtdauer zwischen den beiden Endbahnhöfen der Linie beträgt 42 Minuten.

## Geschichte
Die Linie entstand als erste Strecke der Leningrader U-Bahn mit der Eröffnung des Abschnittes von Ploschtschad Wosstanija im Norden bis Awtowo im Süden am 15. November 1955. Diese erste Strecke umfasste sieben U-Bahnhöfe, wobei der ebenfalls auf ihr gelegene Bahnhof Puschkinskaja erst nachträglich am 30. April 1956 fertiggestellt wurde. Da die Projektentwicklung und der Bau der ersten Strecke der Kirowsko-Wyborgskaja-Linie in die frühe Nachkriegszeit der Sowjetunion fiel, als gerade beim Bau von U-Bahnhöfen und anderen wichtigen Verkehrsobjekten individuelle, meist aufwendige Projekte renommierter Architekten herangezogen wurden, gilt der Abschnitt von Ploschtschad Wosstanija bis Awtowo bis heute als der architektonisch schönste Teil der Petersburger Metro. Die acht U-Bahnhöfe wurden nach dem Vorbild der Moskauer Metro ähnlich prunkvoll gestaltet, mit marmorverkleideten Pylonen oder Stützpfeilern sowie einer Reihe dekorativer Elemente wie Skulpturen, Kronleuchtern, Reliefen und ähnlichem. Die rote Farbe der Linie auf Metrokarten wurde in Anlehnung an die ebenfalls stets als rot eingezeichnete erste Linie der Moskauer Metro – die Sokolnitscheskaja-Linie – gewählt.
Am 1. Juni 1958 wurde die Linie nach Norden bis Ploschtschad Lenina verlängert, womit erstmals in der Geschichte des Petersburger U-Bahn-Baus die Newa unterquert wurde. Die auf dem Abschnitt gelegene Station Tschernyschewskaja wurde erst am 1. September desselben Jahres eröffnet. Mit der Eröffnung des Abschnitts, dessen nördliche Endstation den Finnischen Bahnhof erreichte, erhielten nunmehr alle Fernbahnhöfe Leningrads einen direkten Metroanschluss, wobei sie bis zum Bau des Ladoga-Bahnhofs im Jahre 2003 allesamt mit der Linie 1 zu erreichen waren.
Die nächste Erweiterung der Kirowsko-Wyborgskaja-Linie erfolgte mit der Inbetriebnahme des südlichen Abschnitts von Awtowo nach Datschnoje am 1. Juni 1966. Anders als es bei den ersten acht Stationen der Linie der Fall gewesen war, kam hier die in den frühen 1960er Jahren vorangetriebene Sparpolitik zum Zuge: Da im Bereich von Datschnoje ein Zugdepot in Bau war, wurde die neue Station ebenerdig, ohne eine geschlossene Überdachung und sonst in einer sehr einfachen Gestalt errichtet.
1975 wurde die Linie wieder nach Norden verlängert, nämlich um zwei Stationen bis Lesnaja am 22. April sowie um drei weitere Bahnhöfe bis Akademitscheskaja am 31. Dezember.
Inzwischen erwies sich die technische Unterhaltung und die Pflege der Stations- und Gleisanlagen bei oberirdischen U-Bahnhöfen an dem Fall von Datschnoje als viel zu aufwendig unter den Bedingungen des kalten maritimen Klimas in Leningrad. Deshalb wurde beschlossen, bei der anstehenden Südverlängerung der Linie den 1966 errichteten oberirdischen Streckenabschnitt nur noch für Betriebsfahrten vom und zum Depot zu nutzen. Am 5. Oktober 1977 wurde ein neuer Tunnelabschnitt südlich von Awtowo mit der Zwischenstation Leninski Prospekt und dem bis heute als Endstation dienenden Bahnhof Prospekt Weteranow in Betrieb genommen. Die Station Datschnoje wurde daraufhin stillgelegt. Das ehemalige Stationsgebäude ist bis heute erhalten und beherbergt eine Wache der Verkehrspolizei.
Die bislang letzte Verlängerung der Linie erfolgte am 29. Dezember 1978: Von Akademitscheskaja wurde sie nach Norden um zwei Stationen bis Komsomolskaja (1991 umbenannt in Dewjatkino) verlängert. Hinter letzterer entstand ein weiteres Fahrzeugdepot.
Seit den Baujahren um 1974 war der Abschnitt zwischen Lesnaja und Ploschtschad Muschestwa nur mit umfassenden Sicherungen zu halten gewesen und im Sommer 1995 sackten die Tunnelröhren derart ab und bekamen derart viel Wasser ab, dass die Strecke am 2. Dezember 1995 stillgelegt wurde. Wegen akuter Einsturzgefahr wurde die Röhre aus Sicherheitsgründen geflutet. Um die nunmehr getrennte Linie wieder durchgehend befahrbar zu machen, musste eine neue Röhre nördlich von Lesnaja verlegt werden. Da es immer wieder zu finanziellen Engpässen und technischen Schwierigkeiten kam, dauerte es über acht Jahre, bis die Linie wieder vereint werden konnte. Der neu erbaute Tunnel zwischen Lesnaja und Ploschtschad Muschestwa wurde am 26. Juni 2004 für den regulären Betrieb freigegeben.

## Planungen
Im Gegensatz zu anderen vier Linien der Petersburger Metro gilt die Linie 1 als abgeschlossen. Weitere Verlängerungen sind derzeit weder nach Norden noch nach Süden geplant, auch sind keine weiteren Zwischenstationen vorgesehen. Allerdings werden seit den 2000er Jahren einzelne Stationen runderneuert, wobei unter anderem Fahrtreppen ausgewechselt werden. Bei Stationen nur mit Zugang, aber ohne Umsteigetunnel zu anderen Stationen, hat diese Überholung eine mehrmonatige vollständige Schließung des Bahnhofs für die Dauer der Reparaturarbeiten zur Folge. In naher Zukunft sollen auf diese Weise die Bahnhöfe Graschdanski Prospekt und Narwskaja restauriert werden.

## Depot und Fahrzeuge
Die Linie verfügt über drei Fahrzeugdepots: In dem hinter der ehemaligen gleichnamigen Station Datschnoje gelegenen Depot werden nur Reparaturen von Waggons durchgeführt, während das nahe gelegene Awtowo sowie – am nördlichen Ende der Linie – das Depot Sewernoje beide laufend für das Abstellen und die Wartung der Züge genutzt werden.
Alle auf der Linie 1 eingesetzten Züge sind Acht-Wagen-Garnituren der sowjetischen Baureihe Е/Ем, die in den 1970er Jahren auf dem Leningrader Wagonmasch-Werk gefertigt wurden. Damit hat die Kirowsko-Wyborgskaja-Linie den ältesten Teil des Fuhrparks der Petersburger Metro.